# چک میرزا
چک میرزا (به انگلیسی: Chak Mirza) یک منطقهٔ مسکونی در پاکستان است که در اسلام‌آباد واقع شده‌است. چک میرزا ۵۴۷ متر بالاتر از سطح دریا واقع شده‌است.